# David Fiegen
David Fiegen (Luxemburgo, 3 de septiembre de 1984) es un atleta luxemburgués especializado en la prueba de 800 m, en la que ha logrado ser subcampeón europeo en 2006.

## Carrera deportiva
En el Campeonato Europeo de Atletismo de 2006 ganó la medalla de plata en los 800 metros, corriéndolos en un tiempo de 1:46.59 segundos, llegando a meta tras el neerlandés Bram Som y por delante del británico Sam Ellis (bronce).